# Marcel Couchaux
Marcel Couchaux (né le 23 novembre 1877 à Rouen - mort le 9 avril 1939 à Rouen) est un peintre de l'École de Rouen.

## Biographie
Élève de l'École régionale des Beaux-arts de Rouen. Il effectue son service militaire de 1898 à 1901. Pendant la Première Guerre mondiale, il est mobilisé en tant qu'infirmier.
Il est domicilié à Sommery puis à Rouen à partir de 1923. Il demeure au no 13 rue Marie-Duboccage dans les années 1930 puis au no 19 quai de la Bourse. Il expose régulièrement aux expositions de la Société des artistes rouennais et à la galerie Legrip à Rouen.
Il repose au cimetière monumental de Rouen.

## Distinctions
- Officier de l'Instruction publique (1935).

## Œuvres

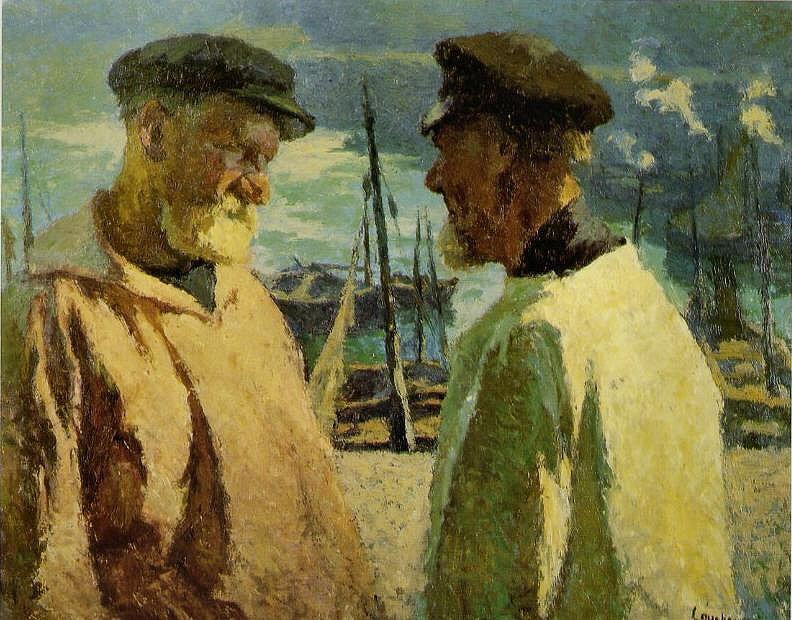
Pêcheurs à Honfleur, collection privée

Le musée des beaux-arts de Rouen conserve plusieurs de ses toiles : 
- Bretonne[4]  ;
- Femme cousant ;
- Le Taureau ;
- Les Dindons dans la neige ;
- Nature morte (bouilloire) ;
- Petite fille des champs (ancienne collection Depeaux) ;
- Vases de fleurs ;
- Vieille femme ;
- Vieux paysan fumant sa pipe (ancienne collection Depeaux).

## Élèves
- Franck Innocent (1912-1983).